# Kıyıdibi, Araç
Kıyıdibi là một xã thuộc huyện Araç, tỉnh Kastamonu, Thổ Nhĩ Kỳ. Dân số thời điểm năm 2008 là 76 người.